# Zacarías Bonnat
Zacarías Bonnat Michel (ur. 27 lutego 1996 w Bayaguanie) – dominikański sztangista, srebrny medalista igrzysk olimpijskich i igrzysk panamerykańskich.
Na igrzyskach olimpijskich w Tokio w 2020 roku wywalczył srebrny medal w wadze lekkociężkiej. W zawodach tych rozdzielił na podium Chińczyka Lü Xiaojuna i Włocha Antonino Pizzolato. Ponadto na rozgrywanych rok wcześniej igrzyskach panamerykańskich w Limie także był drugi w tej samej kategorii wagowej.